# ميخائيل شتراوس
ميخائيل شتراوس (بالعبرية: מיכאל שטראוס‏) هو شخصية أعمال إسرائيلي، ولد في 1934 في أولم في ألمانيا.